# Finský parlament
Finský parlament (finsky: Suomen eduskunta) je jednokomorový zákonodárný sbor Finska založený 9. května 1906. Parlament se skládá z 200 členů, z nichž 199 je voleno každé čtyři roky ve 13 volebních okresech poměrným volebním systémem. Rozdělení mandátů probíhá za pomoci D'Hondtovy metody. Kromě toho je členem parlamentu vždy jeden zaručený zástupce Åland. Parlament má sídlo v Töölö v Helsinkách.

## Další informace
Legislativa může být navržena buď vládou, nebo některým z členů parlamentu. Parlament přijímá legislativu, rozhoduje o státním rozpočtu, schvaluje mezinárodní smlouvy a dohlíží na činnost vlády. Může způsobit rezignaci finské vlády, přehlasovat prezidentská veta a změnit ústavu. Aby bylo možné provést změny v ústavě, musí být dodatky schváleny dvěma po sobě jdoucími parlamenty nebo schváleny jako nouzový zákon většinou 167/200. Většina poslanců pracuje v parlamentních klubech, které korespondují s politickými stranami. Parlament v současnosti tvoří devět poslaneckých klubů. Od ustavení parlamentu v roce 1905 byla parlamentní většina jednou držena jedinou stranou: sociálními demokraty po volbách v roce 1916. Ministři jsou často, ale ne nutně poslanci. Parlament se schází v budově Eduskuntatalo, která se nachází v centru Helsinek. Budova byla postavena v letech 1926–1931 a byla slavnostně otevřena 7. března 1931. Budovu navrhl architekt Johan Sigfrid Sirén (1889–1961).
Finský pojem eduskunta značí v překladu zhruba „shromáždění zástupců“.
Poslední parlamentní volby se konaly 14. dubna 2019. Sociálně demokratická strana, Strana středu, Zelená liga, Levá aliance a Švédská lidová strana spolupracovaly na vytvoření středolevé koaliční vlády Antti Rinneho. Ta byla nahrazena v prosinci 2019 kabinetem, který se skládá ze stejných stran a vede ho Sanna Marinová.

## Reference

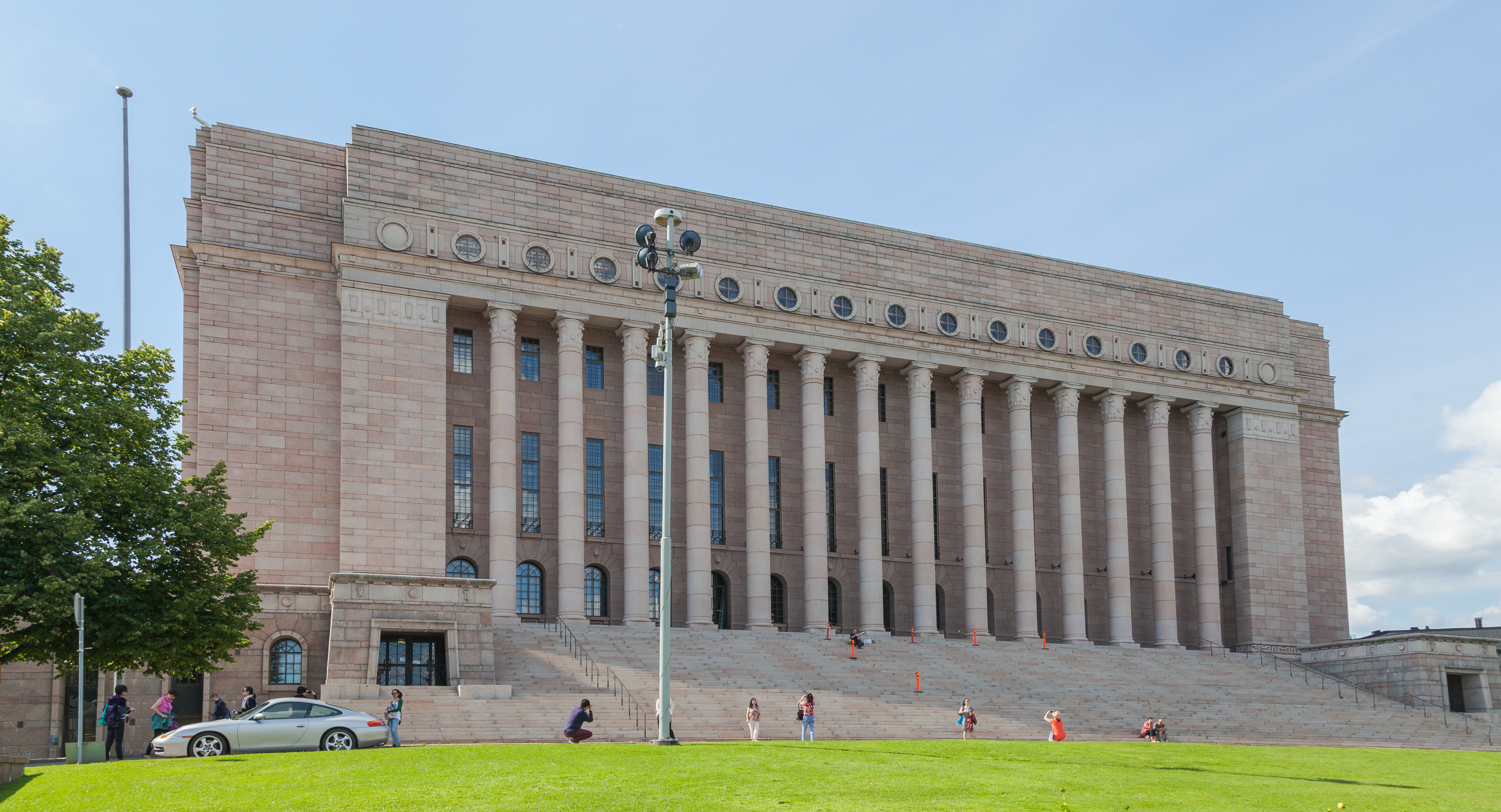
Budova parlamentu v centru Helsinek